# Тамамшев, Александр Захарович
Александр Захарович Тамамшев (22 апреля 1877 года, Тифлис, Российская империя — 19 февраля 1967 года) — армянский советский учёный, доктор сельскохозяйственных наук (1937), профессор (1922), академик Академии наук Армянской ССР (1943). Заслуженный деятель науки Армянской ССР (1935).

## Биография
В 1903 году окончил сельскохозяйственный факультет Рижского политехнического института. В 1903—1917 работал ветеринаром на Кавказе, в 1919—1923 в Грузии. Одновременно вёл педагогическую работу (с 1925 — профессор) в высших учебных заведениях Грузии (Тифлисский политехнический институт, Тифлисский университет).
С 1929 года работал в Армении, с 1930 по 1963 год в Ереванском ветеринарном институте, в 1931—1938 декан. В 1944—1967 в Министерстве сельского хозяйства Армянской ССР, старший научный сотрудник Научно- исследовательского института селекции.
Научные исследования относятся к изучению местных животноводческих ресурсов, в частности селекции и разведению сельскохозяйственных животных. В 1926 году он возглавил Научную экспедицию по разведению животных в Армении. По его инициативе были созданы скотоводческие фермы Лори (1930) и Ереванский республиканский (1936), Корабельное племя (Степанаван) и конный завод.
Один из учредителей Академии наук Армянской ССР (1943).

## Награды
- Орден Ленина.
- Орден Трудового Красного Знамени.

## Память

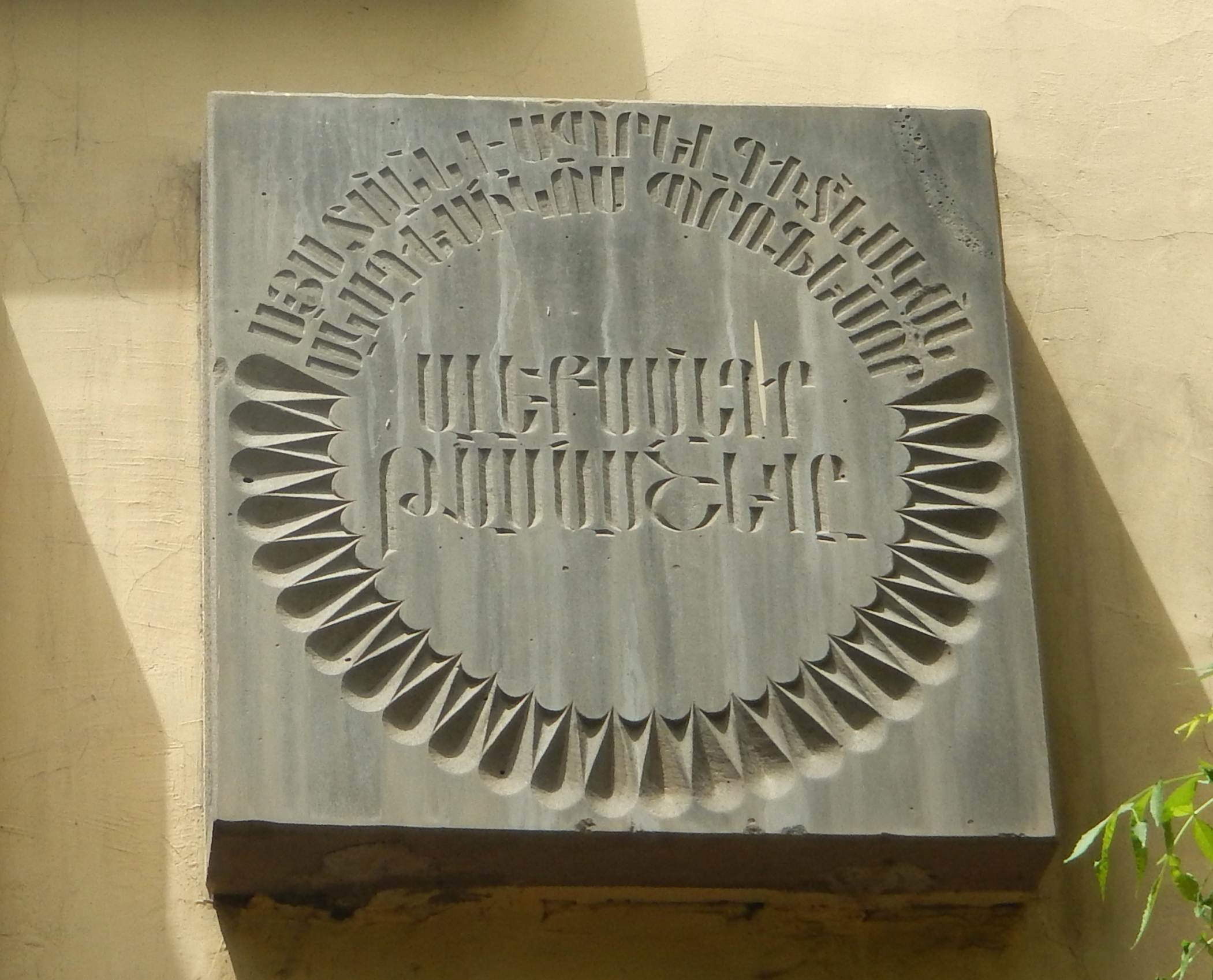

Стипендия академика Тамамшева установлена в Армянской сельскохозяйственной академии.
Тамамшеву установлена мемориальная доска на д. 47 по улице Налбандяна в Ереване.